# André Chazalon
André Chazalon, né le 18 mars 1924 à Lorette et mort le 14 juillet 2014 à Saint-Chamond, est un homme politique français.

## Biographie
Maire de La Grand-Croix de 1953 à 2008, André Chazalon est également conseiller général de la Loire, élu dans le canton de Rive-de-Gier de 1958 à 1973, puis dans celui de La Grand-Croix de 1973 à 1976.
Il est élu sénateur de la Loire le 26 avril 1959 et demeure en fonction jusqu'au 13 décembre 1962. Il est ensuite élu député de la 3e circonscription de la Loire le 25 novembre 1962. Il est réélu en 1967, 1968, 1973 et 1978.
En 1973, il débat d’un projet de loi sur la contraception et l’avortement à l’Assemblée nationale. Lors d’un reportage, il admet trouver « abusif » le fait qu’une assemblée d’hommes prennent des décisions concernant les femmes sans l’intervention de ces dernières.